# Kaleida
Kaleida (Калайда) — англійський електропоп-дует з Лондона, Англія, утворений у 2013 році. Kaleida випустила свій дебютний EP, Think (Подумай), у 2015 році. 
До складу гурту входять вокалістка Крістіна Вуд і клавішниця Сіселі Гулдер. У 2014 році титульний трек гурту з дебютного EP став саундтреком до фільму «Джон Вік».

## Історія

### 2013–2015: Становлення таThink
Гурт Kaleida виник 2013 року, коли Крістіна Вуд шукала видавця для власних демо-пісень і звернулася по допомогу до свого знайомого, який спрямував її до своєї знайомої Сіселі Гулдер. У той час Вуд працювала у лісах Борнео, а Гулдер - у кіноіндустрії, в Лондоні, тож перше знайомство відбулося через Інтернет. З 2013 по кінець 2014 року дует випустив демо пісень «Think» і «Tropea». 19 грудня 2014 року Lex Records оголосили, що підписали Kaleida та 6 квітня 2015 року випустили їхній дебютний мініальбом Think. У 2014 році гурт привернув увагу по всьому світу, коли пісня «Think» була представлена у бойовику 2014 року «Джон Вік» та увійшла до його саундтреку. Мінімалістична структура пісні свідомо протиставляється жорстоким сценам, в яких вона використовувалася.

### 2015 – Тур іDetune
В інтерв'ю Ground Sounds 2015 року Kaleida заявили, що після їх європейського турне з Рошін Мерфі  група починає роботу над дебютним альбомом. 3 листопада 2015 року гурт випустив новий сингл «Detune». 24 лютого 2016 року дует випустив новий сингл «It is Not Right», а 26 лютого вийшов другий EP, «Detune».

### 2017 –Tear The Roots
Гурт випустив свій дебютний альбом Tear The Roots 15 вересня 2017 року. 

## Склад гурту
- Крістіна Вуд (Christina Wood) - вокал (2013 – по теперішній час)
- Сіселі Гулдер (Cicely Goulder) - клавішні, продакшн (2013 – по теперішній час)

## Дискографія

### Мініальбоми
- Think (Lex Records, 2015)
- Detune (Lex Records, 2016)

### Альбоми
- Tear the Roots (Lex Records, 2017)
- Odyssey (Lex Records, 2020)

### Сингли
- "Think" (2013)
- "Tropea" (2013)[8]
- "Picture You" (2014)[9]
- "Aliaa" (2015)
- "Detune" (2015)
- "It's Not Right" (2016)
- "99 Luftballons" (2017)
- "Other Side" (2020)
- "Long Noon" (2020)

### Поява у саундтреках
- Джон Вік: Оригінальний саундтрек до кінофільму - "Think" (2014)
- Атомна блондинка: оригінальний саундтрек до кінофільму - "99 Luftballons" (2017)
- Wu Assassins (Netflix Original Series S1:E1) - "Aliaa" (2019)

### Відеографія
- Think (2013)
- Tropea (2015)
- Aliaa (2015)
- Other Side (2020)